# Regime de Controle de Tecnologia de Mísseis

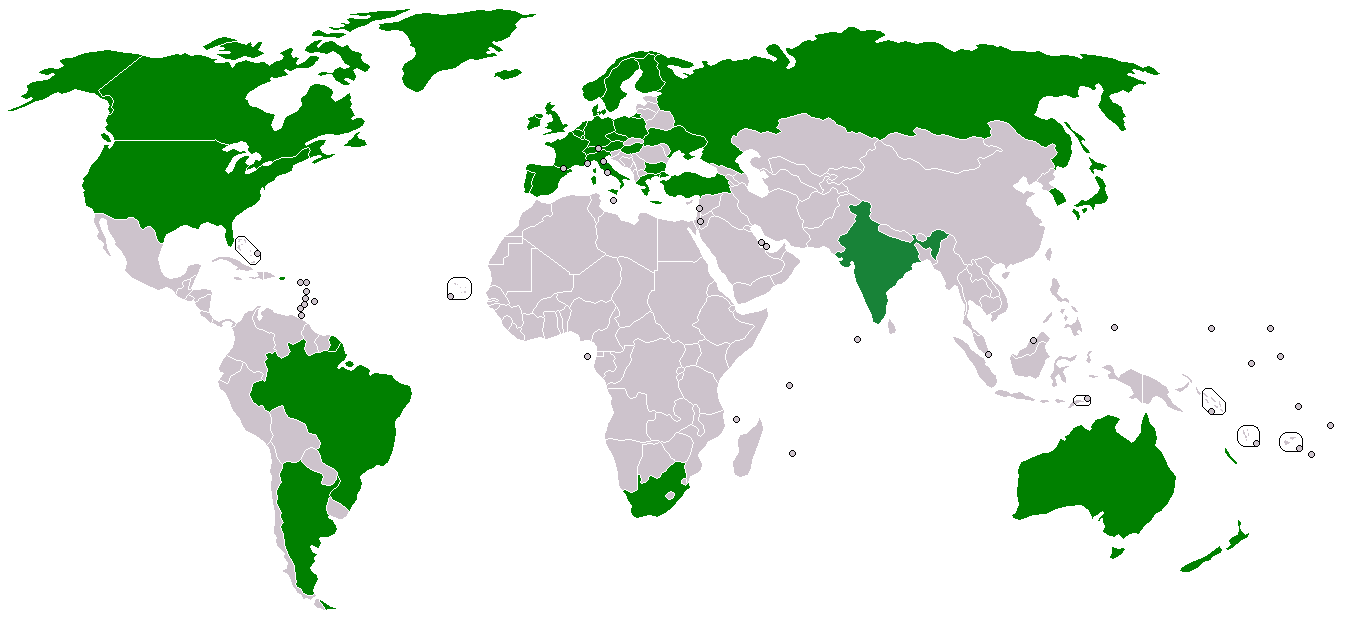
Membros do MTCR

O Regime de Controle de Tecnologia de Mísseis (Missile Technology Control Regime - MTCR, em inglês) é um regime multilateral de controle de exportação. Trata-se de um entendimento político informal entre 35 estados membros que buscam limitar a proliferação de mísseis e sua tecnologia. O regime foi formado em 1987 pelo  países industrializados do G-7. O MTCR busca limitar os riscos de proliferação de armas de destruição em massa (ADM), controlando as exportações de bens e tecnologias que possam contribuir para os sistemas de entrega (que não sejam aeronaves tripuladas) de tais armas. Nesse contexto, o MTCR concentra-se em foguetes e veículos aéreos não tripulados capazes de fornecer uma carga útil de pelo menos 500 kg para uma faixa de pelo menos  300 km  e em equipamentos, software e tecnologia para esses sistemas.
O MTCR não é um tratado e não impõe obrigações juridicamente vinculativas aos Parceiros (membros). Pelo contrário, é um entendimento político informal entre os estados que buscam limitar a proliferação de mísseis e a tecnologia de mísseis.

## História
O Missile Technology Control Regime (MTCR) foi estabelecido em abril de  1987 pelos países do G7: Canadá, França, Alemanha, Itália, Japão, o Reino Unido, e os Estados Unidos da América. O MTCR foi criado para conter a disseminação de sistemas de entrega não tripulados para armas nucleares, especificamente sistemas de entrega que poderiam transportar uma carga útil de 500 kg por uma distância de 300 km.
O MTCR se aplica às exportações para outros membros, bem como às exportações para não membros. No entanto, um "memorando auxiliar" anexado ao MTCR declara que não substitui acordos anteriores, que os membros da OTAN argumentam que permitem o fornecimento de sistemas de Categoria 1 entre os membros da OTAN. Um exemplo é o fornecimento, pelos Estados Unidos, de mísseis Trident para o Reino Unido para lançamento de armas nucleares.
Na reunião anual em Oslo de 29 de junho a 2 de julho de 1992, presidida por Sten Lundbo, foi acordado expandir o escopo do MTCR para incluir a não proliferação de veículos aéreos não tripulados (UAVs) para todas as armas de destruição em massa. Os materiais proibidos são divididos em duas categorias, descritas no anexo de equipamentos, software e tecnologia do MTCR. A associação cresceu para 35 países, com a Índia aderindo em 27 de junho de 2016 às Diretrizes do MTCR unilateralmente.
Desde a sua criação, o MTCR conseguiu ajudar a retardar ou interromper vários programas de mísseis balísticos, de acordo com a Associação de Controle de Armas: Argentina, Egito e Iraque abandonaram seu programa conjunto de mísseis balísticos Condor II. O Brasil e a África do Sul também arquivaram ou eliminaram programas de mísseis ou veículos espaciais. Alguns ex-países do Pacto de Varsóvia, como Polônia e República Tcheca, destruíram seus mísseis balísticos, em parte, para aumentar suas chances de ingressar no MTCR. Em outubro de 1994, a fim de tornar a aplicação das Diretrizes da MTCR mais uniforme, os Estados membros estabeleceram uma política de “não menos cortes”, ou seja, se um membro nega a venda de alguma tecnologia para outro país, todos os membros devem aderir.
A República Popular da China não é membro do MTCR, mas concordou em cumprir as Diretrizes e o Anexo originais de 1987, mas não as revisões subsequentes. A China comprometeu-se verbalmente pela primeira vez a aderir ao MTCR em novembro de 1991 e incluiu essas garantias em uma carta de seu Ministro das Relações Exteriores em fevereiro de 1992. A China reiterou sua promessa na declaração conjunta EUA-China de outubro de 1994. Em sua declaração conjunta de outubro de 1997, os Estados Unidos e a China declararam que concordam em "desenvolver a Declaração Conjunta de 1994 sobre a Não-Proliferação de Mísseis". Em 2004, a China solicitou a adesão ao MTCR, mas os membros não ofereceram associação à China devido a preocupações com os padrões de controle de exportação da China.
Israel, Romênia e Eslováquia também concordaram em seguir voluntariamente as regras de exportação do MTCR, embora ainda não sejam membros. 
O regime tem suas limitações: sabe-se que os países do MTCR violam clandestinamente as regras. Alguns desses países, com graus variados de assistência externa, implantaram mísseis balísticos de médio alcance que podem percorrer mais de 1.000 quilômetros e estão explorando mísseis com muito mais alcance, Israel e China, em particular, já implantaram SLCMs e ICBMs e satélites nucleares estratégicos. sistemas de lançamento. Alguns desses países, que não são membros da MTCR, também estão se tornando vendedores, e não simplesmente compradores no mercado global de armas. A Coréia do Norte, por exemplo, é vista como a principal fonte de proliferação de mísseis balísticos no mundo atual. A China forneceu mísseis balísticos e tecnologia ao Paquistão. A China forneceu IRBMs DF-3A para a Arábia Saudita em 1988 antes de concordar informalmente em seguir as diretrizes do MTCR. Devido ao seu status de não-membro da MTCR, Israel não pode exportar seu sistema de lançamento espacial Shavit para clientes estrangeiros, embora em 1994 o governo Clinton dos EUA tenha permitido uma isenção de importação para empresas americanas comprarem o Shavit.
Em 2002, o MTCR foi complementado pelo Código de Conduta Internacional contra a Proliferação de Mísseis Balísticos (International Code of Conduct against Ballistic Missile Proliferation - ICOC, em inglês), também conhecido como Código de Conduta de Haia, que exige restrição e cuidado na proliferação de sistemas de mísseis balísticos capazes de portar armas de destruição em massa e possui 119 membros, trabalhando paralelamente ao MTCR com restrições menos específicas, mas com maior número de membros.
A Índia solicitou formalmente a adesão ao grupo em junho de 2015, com apoio ativo da França e dos Estados Unidos, e tornou-se oficialmente membro em 27 de junho de 2016 com o consenso dos 34 países membros.
Mais de 20 países possuem sistemas de mísseis balísticos.

## Membros
O MTCR possui 35 membros.
- África do Sul, 1995[17]
- Alemanha, 1987[17]
- Argentina, 1993[17]
- Austrália, 1990[17]
- Áustria, 1991[17]
- Bélgica, 1990[17]
- Bulgária, 2004[17]
- Brasil, 1995[17]
- Canadá, 1987[17]
- Coreia do Sul, 2001[17]
- República Tcheca, 1998[17]
- Dinamarca, 1990[17]
- Finlândia, 1991[17]
- França, 1987[17]
- Grécia, 1992[17]
- Hungria, 1993[17]
- Islândia, 1993[17]
- Índia, 2016[17]
- Irlanda, 1992[17]
- Itália, 1987[17]
- Japão, 1987[17]
- Luxemburgo, 1990[17]
- Países Baixos, 1990[17]
- Noruega, 1990[17]
- Nova Zelândia, 1991[17]
- Polônia, 1997[17]
- Portugal, 1992[17]
- Reino Unido, 1987[17]
- Rússia, 1995[17]
- Espanha, 1990[17]
- Suécia, 1991[17]
- Suíça, 1992[17]
- Turquia, 1997[17]
- Ucrânia, 1998[17]
- Estados Unidos da América, 1987[17]